# Comuna Sevlievo, Gabrovo
Obștina Sevlievo (județul Sevlievo) este un județ în regiunea Gabrovo din Bulgaria.

## Demografie
Componența etnică a comunei Sevlievo
     Romi (1,71%)
     Turci (15,01%)
     Bulgari (75,13%)
     Nicio identificare (7,7%)
     Altele (0,42%)
La recensământul din 2011, populația comunei Sevlievo era de 35.995 locuitori. Din punct de vedere etnic, majoritatea locuitorilor (75,13%) erau bulgari, existând și minorități de turci (15,01%) și romi (1,71%). Pentru 7,7% din locuitori nu este cunoscută apartenența etnică.